# スティールカーテン
スティールカーテン（Steel Curtain）は、1970年代に4度スーパーボウルを制覇したNFLのピッツバーグ・スティーラーズのディフェンスラインユニットのニックネーム。元来はディフェンスラインに対する愛称であるが、当時のスティーラーズの強力守備陣全体を総称する愛称としても用いられる。第二次世界大戦後の冷戦を当時のイギリス首相ウィンストン・チャーチルが「鉄のカーテン」(Iron Curtain)と表現したことに由来する。
1976年シーズン、ピッツバーグ・スティーラーズはシーズン序盤に攻撃の要であるテリー・ブラッドショーを怪我で失い、1勝4敗とプレーオフ進出へピンチに陥っていた。しかし、残りの9試合の内5試合で完封勝ち、残りの4試合でも2タッチダウン、5フィールドゴールしか許さず、平均3.1点しか許さなかった。AFCチャンピオンシップゲームでオークランド・レイダースに敗れ、スーパーボウル制覇をすることが出来なかったが、この時のスティーラーズの先発守備陣11人から8人がプロボウルに選出され、4人がプロフットボール殿堂入りしており、記録的に強力な守備陣として知られている。

## 主なメンバー
元来はディフェンスラインの愛称として用いられたものであるが、ディフェンスライン以外で殿堂入りした選手も多く、スティールカーテンの一員として挙げられることが多い。

### ディフェンスライン
- No.78 ドワイト・ホワイト（英語版） - ディフェンシブエンド（DE）。1971年から1980年までチーム在籍。
- No.63 アーニー・ホームズ（英語版） - ディフェンスタックル（DT）。1971年から1977年までチーム在籍。
- No.75 ミーン・ジョー・グリーン - ディフェンシブタックル（DT）。1969年から1981年までチーム在籍、1987年殿堂入り。
- No.68 L・C・グリーンウッド（英語版） - ディフェンシブエンド（DE）。1969年から1981年までチーム在籍。

### ディフェンスライン以外
- No.58 ジャック・ランバート - ラインバッカー（LB）
- No.59 ジャック・ハム - ラインバッカー（LB）
- No.47 メル・ブラント - コーナーバック（CB）